# Stazione di Albano di Lucania
La stazione di Albano di Lucania è una fermata ferroviaria a servizio del comune di Albano di Lucania, sulla ferrovia Battipaglia-Potenza-Metaponto.

## Strutture e impianti
La stazione è dotata di un fabbricato viaggiatori a pianta rettangolare, che ospitava i servizi di stazione e la sala d'attesa.
La stazione è servita da un binario passante.

## Movimento
La stazione è servita da treni regionali svolti da Trenitalia nell'ambito del contratto di servizio svolto con la Regione Basilicata (al 2024, 4 treni al giorno).

## Interscambi
- Capolinea autobus